# 平松剛
平松 剛（ひらまつ つよし、1969年 - ）は、日本のノンフィクション作家。建築士。
安藤忠雄、丹下健三、磯崎新ら、日本の建築史を彩る建築家の思想と人となりを、ドラマチックかつコミカルに表現する作風が特徴的である。

## 経歴
1992年、早稲田大学理工学部建築学科卒業。
1994年、同大学院修士課程修了。
1994-1998年、木村俊彦構造設計事務所勤務ののち、ノンフィクション作家となる。
2001年、建築ノンフィクション「光の教会　安藤忠雄の現場」で第32回大宅壮一ノンフィクション賞を受賞。2008年「磯崎新の『都庁』」でサントリー学芸賞受賞。

## 著作
- 「光の教会　安藤忠雄の現場」 建築資料研究社、2000年12月。ISBN 9784874606964
- 「磯崎新の『都庁』　戦後日本最大のコンペ」文藝春秋、2008年6月。ISBN 9784163702902